# Reason Why?
Reason Why? ist das fünfte Studioalbum der britischen Punkband Angelic Upstarts und erschien 1983 über das Independent-Label Anagram Records. Es enthält mit der Single Solidarity eines der bekanntesten Lieder der Band.

## Entstehungsgeschichte
Reason Why markiert nach vier Jahren auf den Majorlabels Warner Bros. Records und EMI die Rückkehr zu einem Independent-Label. Für die Band stellte dies zunächst einen Rückschritt dar, war sie doch zwischen 1979 und 1982 mehrfach in den britischen UK Top 40 und den Albencharts vertreten. Mit dem Album Still from the Heart landete die Band allerdings einen finanziellen und künstlerischen Fehlgriff. Nicht nur die Kritiker verschmähten das Album, sondern auch die Fans. Zu poppig war das Album für beide Parteien und so sah sich EMI gezwungen, die Band aus dem Vertrag zu entlassen. Zudem kam es zu Line-up-Problemen. Mensforth und Cowie engagierten schließlich Bassist Tony Feedback und den Iren Brian Hayes an der Gitarre. Einen neuen Deal fanden sie bei Anagram Records. Nur einen festen Schlagzeuger hatte die Band noch nicht, so dass sie für das Album auf die Dienste des ehemaligen Roxy-Music-Schlagzeugers Paul Thompson zurückgriff. Die Aufnahmen fanden nach einer erfolgreichen Tour durch die Vereinigten Staaten statt.
Auf dem Album vertreten ist der kanadische Schlagzeuger Peter Lambert, der die Songs The Burglar sowie Where We Started einspielte. Das Album selbst wurde von Raymond Cowie produziert, der im gleichen Jahr auch New Model Armys Vengeance produzierte.

## Titelliste

### A-Seite
1. Woman in Disguise – 3:09 (Mensforth/Cowie)
2. Never Give Up – 2:54 (Mensforth/Cowie/Thompon)
3. Waiting Hating – 3:07 (Mensforth/Cowie)
4. Reason Why –  3:21 (Mensforth/Cowie/Thompson)
5. Nobody Was Saved – 2:23 (Mensforth/Cowie)
6. Geordie’s Wife – 2:47 (Mensforth)
7. Loneliness of the Long Distance Runner – 3:36 (Mensforth/Cowie)

### B-Seite
1. 42nd Street – 3:25 (Mensforth/Morrison)
2. The Burglar – 1:58 (Mensforth/Hayes)
3. Solidarity – 5:06 (Mensforth/Cowie)
4. As the Passion – 2:25 (Mensforth/Hayes)
5. A Young Punk – 2:52 (Mensforth/Hayes)
6. Where We Started – 2:48  (Mensforth/Cowie)

### Bonustracks
Anagram-CD UK 1992:
1. Lust For Glory – 2:44
2. Five Flew Over the Cuckoos Nest – 2:52
3. Dollars and Pounds – 1:12
4. Don’t Stop – 3:07
5. Not Just a Name – 2:51
6. The Leech – 2:59
7. Leave Me Alone (Live) – 2:40
8. Liddle Towers (Live) – 1:51
9. White Riot (Live) – 2:11

## Singleauskopplungen
Vor dem Album veröffentlichten sie bereits 1982 die Single Woman in Disguise, die sich gegen Margaret Thatcher richtete, kombiniert mit der B-Seite Lust for Glory. Als zweite Single erschien im Mai 1983 Solidarity. Das Lied wurde von Terry Sharpe (ex-The Starjets, später The Adventures) eingesungen. Als dritte Single war The Burglar eingeplant, diese Überlegung wurde jedoch später fallen gelassen.